# Hammartjärnet (Långseruds socken, Värmland)
Hammartjärnet är en sjö i Säffle kommun i Värmland och ingår i Göta älvs huvudavrinningsområde.